# Masatopes minimus
Masatopes minimus är en skalbaggsart som beskrevs av Stefan von Breuning 1971. Masatopes minimus ingår i släktet Masatopes och familjen långhorningar.
Artens utbredningsområde är Madagaskar. Inga underarter finns listade i Catalogue of Life.